# Уикс, Лекси
Алексис «Лекси» Уикс (англ. Alexis "Lexi" Weeks; 20 ноября 1996, Джэксонвилл) — американская легкоатлетка, выступающая в прыжках с шестом. Участница летних Олимпийских игр 2016 года.

## Биография
Алексис родилась 20 ноября 1996 года в Арканзасе. Училась в средней школе Кэбота. Установила национальный рекорд в прыжках с шестом среди школьников. В  2015 году завоевала титул легкоатлетки года в родном штате.
На Олимпийских играх 2016 года Уикс заняла 19-е место с результатом 4 метра 45 сантиметров. Аналогичный с ней результат показали шесть других спортсменок,   итоговое распределение мест решило количество попыток.
Её сестра Виктория Уикс также занимается лёгкой атлетикой.